# Elżbieta Kowalewska (strzelczyni)
Elżbieta Kowalewska-Rutkowska (ur. 16 stycznia 1953, zm. 25 kwietnia 2012) – polska strzelczyni, wicemistrzyni świata, wielokrotna medalistka mistrzostw Europy.

## Kariera
Zawodniczka klubu Zawisza Bydgoszcz, trenowała tam pod okiem swojego ojca Longina Kowalewskiego. Była wielokrotną medalistką mistrzostw Polski, w swoim pierwszym starcie na krajowych mistrzostwach zdobyła trzy złote i jeden srebrny medal (1969).
W zawodach juniorskich Kowalewska była ośmiokrotną medalistką mistrzostw Europy. W 1969 roku trzykrotnie stawała na podium. Indywidualnie zdobyła brąz w strzelaniu z karabinu standardowego w trzech pozycjach z 50 metrów, a w drużynie wywalczyła srebro (z Małgorzatą Paćko i Wandą Ryczko). Z tymi samymi zawodniczkami stanęła na trzecim stopniu podium w karabinie standardowym leżąc z 50 metrów. Rok później osiągnęła z drużyną trzecie miejsce w karabinie standardowym w trzech pozycjach z 50 metrów (także z Paćko i Ryczko). W 1971 roku została wicemistrzynią w karabinie standardowym w trzech pozycjach. Rok później wywalczyła podwójne mistrzostwo Europy w karabinie standardowym w trzech pozycjach (wraz z Bożeną Guz i Zdzisławem Moździrskim). Ostatni juniorski tytuł zdobyła w 1973 roku – było to złoto w karabinie pneumatycznym z 10 metrów. 
W seniorskich mistrzostwach Europy zdobyła siedem medali. Pierwszy medal zdobyła w 1972 roku w karabinie pneumatycznym z 10 metrów (z Ireną Wierzbowską i Bożeną Taysner). Kolejne trzy podia osiągnęła w 1974 roku. W Enschede została podwójną srebrną medalistką w tej samej konkurencji (w drużynie partnerowały jej Wierzbowska-Młotkowska i Paćko). Z kolei w Vingsted stanęła na trzecim stopniu podium w karabinie standardowym w trzech pozycjach drużynowo (wraz z Paćko i Eulalią Rolińską). W tej samej konkurencji, wraz z Bożeną Taysner i Małgorzatą Paćko, została mistrzynią Europy w Sofii w 1975 roku. Z kolei w Londynie była drużynową wicemistrzynią w karabinie pneumatycznym (z Taysner i Wierzbowską-Młotkowską). Ostatnie podium mistrzostw kontynentu osiągnęła w 1977 roku. Wraz z Bożeną Taysner i Eulalią Rolińską wywalczyła brąz w karabinie standardowym w trzech pozycjach z 50 metrów.
Kowalewskiej udało się raz stanąć na podium mistrzostw świata. Została wicemistrzynią globu w 1974 roku w drużynowym strzelaniu z karabinu pneumatycznego z 10 metrów (wraz z Elżbietą Janik i Ireną Wierzbowską-Młotkowską). Jej wynik – 378 punktów – był najlepszym rezultatem w polskiej drużynie oraz czwartym osiągnięciem zawodów indywidualnych. Na tym samym turnieju była jeszcze piąta indywidualnie w karabinie standardowym w trzech pozycjach (570 punktów).